# Róald Sagdéyev
Roald Zinnúrovich Sagdéyev (en ruso Роа́льд Зинну́рович Сагде́ев) (nacido el 26 de diciembre de 1932) en un físico ruso y antiguo director del Instituto Ruso de Investigación Espacial. 
Fue también un consejero de ciencia del presidente de la URSS Mijaíl Gorbachov. Nació en Moscú, URSS, de padres tártaros. Sagdéyev se graduó de la Universidad Estatal de Moscú. Es miembro de la Academia rusa de las Ciencias. Desde 1989 trabaja en la Universidad de Maryland. Sagdéyev está casado con Susan Eisenhower, la nieta del expresidente estadounidense. Fue galardonado con el Premio Conmemorativo Carl Sagan en 2003.
Fue miembro del equipo de Fusión Controlada en el Instituto Kurchátov de Energía Atómica en Moscú (1956-1961).
Ha sido elegido miembro de numerosas academias y sociedades científicas:
- National Academy of Sciences (EE. UU.)
- American Academy of Arts and Sciences (EE. UU.)
- Royal Swedish Academy
- Royal Astronomical Society (R.U.)
- Max Plank Society (Alemania)
- International Academy of Astronomics
- Hungarian Academy of Sciences
- Czech Academy of Sciences
- Third World Academy
- Fue el primer científico soviético elegido para la Pontificia Academia de las Ciencias en la Ciudad del Vaticano.